# ISO 1
ABNT NBR NM ISO-1 é uma norma técnica internacional, da Organização Internacional para Padronização, que estabelece o valor de 20 graus Celsius (20ºC = 293,15 Kevin = 68 ºF) como a temperatura padrão (ou condições normais de temperatura) para realizar medição industrial dimensional e geométrica de produtos. O processo de medição tem as seguintes características: tamanho, localização, orientação, forma e textura da superfície de uma peça. Padrão inicialmente definido pelo Comitê Internacional de Pesos e Medidas em 1931.
Devido à dilatação térmica, as medidas de comprimento precisam ser feitas (ou convertidas para) a temperatura padrão definida na ISO-1, que auxilia na comparação das medidas. A temperatura de referência foi definida pelo Comitê Internacional de Pesos e Medidas em 15 de abril de 1931, que tornou-se na recomendação ISO número 1 de 1951. Esta norma logo substituiu outras referências de temperatura para medidas de comprimento que fabricantes de equipamentos de precisão usavam, incluindo 0 °C, 62 °F e 25 °C. Entre outras razões, a escolha de 20 °C deu-se porque esta temperatura é confortável e prática para trabalho e também porque é um valor inteiro nas escalas Celsius e Fahrenheit.